# Rigsdagen
El Rigsdagen (pronunciación en danés: /ˈʁisˌtɛˀn̩/, en español: 'Parlamento') fue la legislatura nacional del Reino de Dinamarca desde 1849 hasta 1953.
El Rigsdagen fue el primer parlamento de Dinamarca y fue incorporado en la Constitución de 1849. Era una legislatura bicameral, formada por dos cámaras, el Folketing y el Landsting. La distinción entre las dos cámaras no siempre fue clara, ya que tenían el mismo poder. En 1953, se aprobó por referéndum una nueva constitución, con el resultado de que el Rigsdagen y el Landsting fueron eliminados a favor de una legislatura unicameral bajo el nombre de Folketing. El Rigsdagen, al igual que el Folketing actual, tenía su sede en el Palacio de Christiansborg, en el centro de Copenhague.
La membresía en el Rigsdagen se limitaba a ciertos sectores de la sociedad – a las mujeres no se les permitía unirse ni tampoco a una cuarta parte de todos los hombres mayores de 30 años, principalmente debido a su condición de sirvientes o beneficiarios de la asistencia social.
El nombre es un cognado de los nombres de varias legislaturas en otros países germánicos, como el Reichstag en Alemania, el Riksdag en Suecia o el Riksdag en Finlandia. (Para un análisis de los consejos tradicionales germánicos que dieron origen a organismos como estos, consulte el artículo sobre las asambleas de estilo Ting.)